# Boteşti (Aranyosfő község)
Botesbánya románul: Botești, falu Romániában, Erdélyben, Fehér megyében. Közigazgatásilag Aranyosfő községhez tartozik.

## Fekvése
Lezest mellett fekvő település.

## Története
Boteşti korábban Lezest része volt, 1956-ban vált külön 93 lakossal.
1966-ban 85, 1977-ben 35, 1992-ben 24, a 2002-es népszánláláskor 19 román lakosa volt.